# リアム・ヘンダーソン
リアム・ヘンダーソン（Liam Henderson、1996年4月25日 - ）は、スコットランド・ウェスト・ロージアンリヴィングストン出身のプロサッカー選手。イタリア・セリエA・エンポリFC所属。ポジションはMF。

## 来歴
2008年にセルティックFCのユースアカデミーに入団。2013年にトップチームに昇格。プロ1年目の2013-14シーズンは、いきなりリーグ優勝を経験した。
しかし、以降は出場機会に恵まれず、2014-15シーズンは途中からローゼンボリBKにローン移籍。翌2015-16シーズンもハイバーニアンFCにローン移籍でプレーし、32試合5得点を記録。スコティッシュカップ優勝に貢献した。
それでも復帰後は伸び悩み、新天地を求めて2018時1月17日のFCバーリ1908と契約。加入後すぐに先発に定着し、セリエBで19試合3得点を記録した。
2018年8月3日、同じくセリエBのエラス・ヴェローナFCと4年契約を締結。2018-19シーズンはBで29試合3得点を記録。チームは5位で終了。昇格プレーオフを勝ち抜き、1年でのセリエA復帰に貢献した。
2020年9月11日、USレッチェに4年契約で移籍。
2021年8月11日、エンポリFCと契約した。

## 代表経歴
プロ入り前の2011年から2017年にかけて、各ユース世代のスコットランド代表でプレーした。